# Палаццо Мальвецци-Кампеджи
Палаццо Мальвецци-Кампеджи (итал. Palazzo Malvezzi Campeggi) — палаццо (дворец) эпохи Возрождения в Болонье (Эмилия-Романья), в центре города на Виа Дзамбони, 22. Расположен напротив базилики Сан-Джакомо-Маджоре и поблизости от Палаццо Маньяни. Название по фамилиям заказчиков и владельцев дворца. В настоящее время в здании находится юридический факультет Болонского университета.

## История
Строительство палаццо началось в середине 1500-х годов на основе старого здания, ранее принадлежавшего Джованни II Бентивольо. Архитекторами были маркиз Андреа Ди Пьетро по прозванию «Формиджине» (Il Formigine) и его брат Джакомо. Затем дворец был продан известной аристократической семье Мальвецци. Во время Второй мировой войны дворец был повреждён. Восстановлен в 1970—1980-х годах Управлением по художественному и историческому наследию Болоньи.

## Архитектура

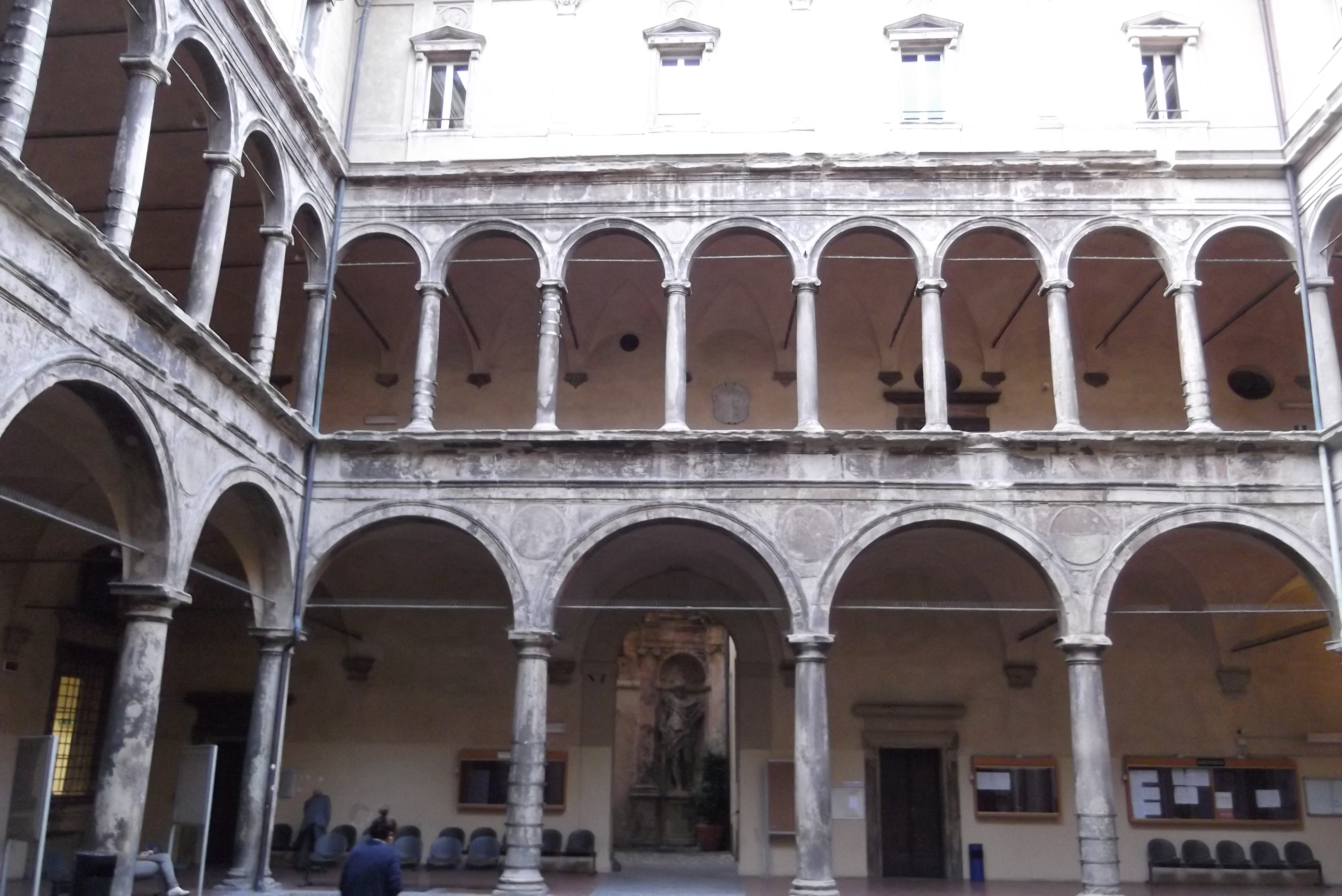
Кортиле (двор) палаццо

Первый этаж дворца по фасаду оформлен характерной тосканской лоджией с аркадой римского-дорического ордера. Во дворе (кортиле) этот мотив повторяется с продолжением аркады ионического ордера на втором этаже. антрвольты арок украшены медальонами с изображениями императоров Древнего Рима.
У входа находится большая статуя Геркулеса работы Джузеппе Мария Маццы. Сохранившиеся интерьеры оформлены в XVIII веке. Большой приёмный зал на втором, «благородном этаже», является работой архитектора Джузеппе Амбрози, который также организовал расположение картин и фресок, созданных в 1735 году в стиле барокко архитектором-декоратором Карло Лоди и живописцем Антонио Росси. Некоторые фрески превозносят военную доблесть членов семьи Мальвецци, в том числе Эмилио Мальвецци, который сражался на стороне короля Польши Сигизмунда II. Лепные работы Карло Несси соединяют геральдические символы семей Мальвецци и Кампеджи, объединённых в 1707 году браком Маттео Мальвецци и Франчески Марии Кампеджи. Другие комнаты были украшены художниками Витторио Бигари, Джоаккино Пиццоли и Джованни Бенедетто Паолацци.

## Архивные фотографии Паоло Монти. 1969—1980

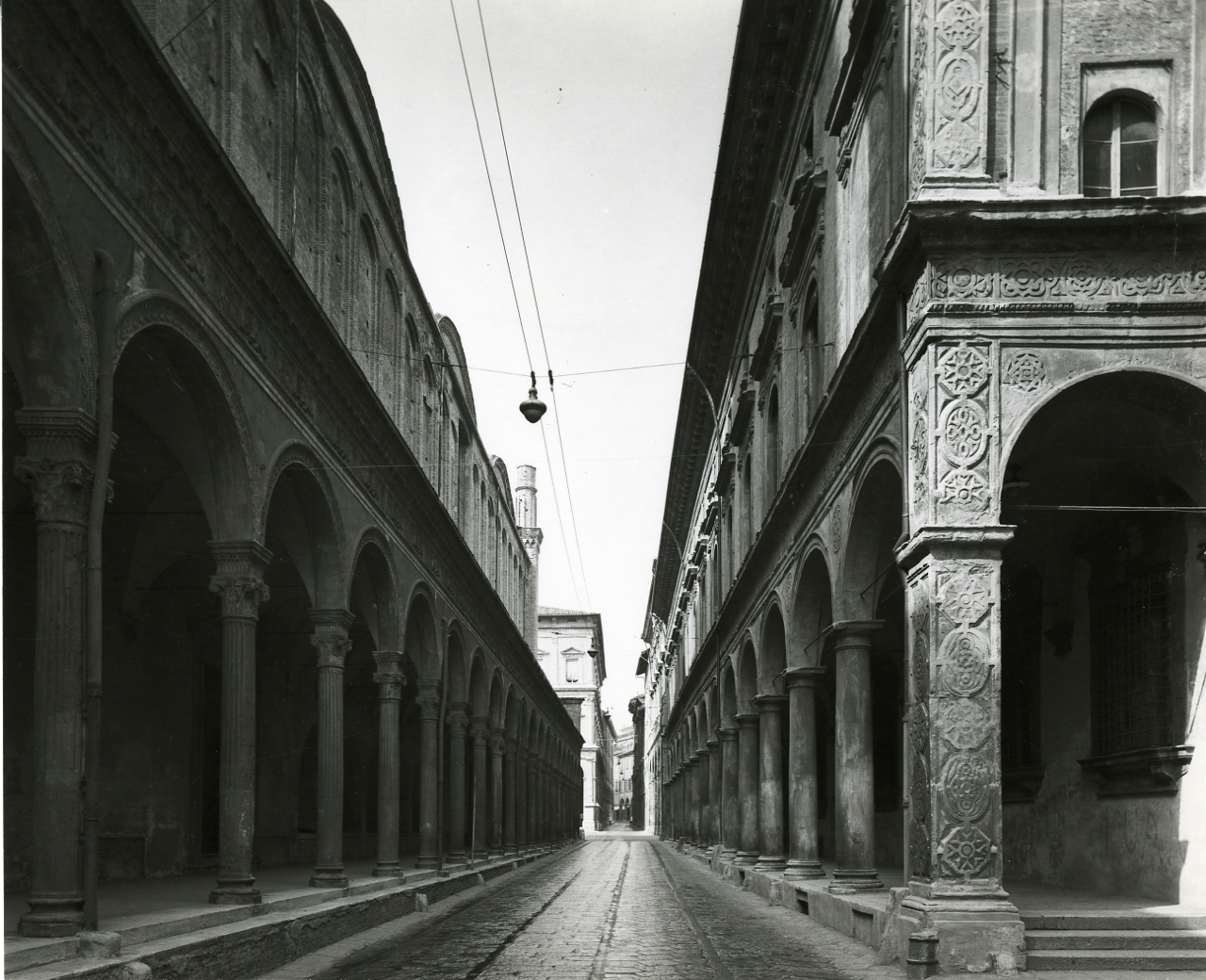
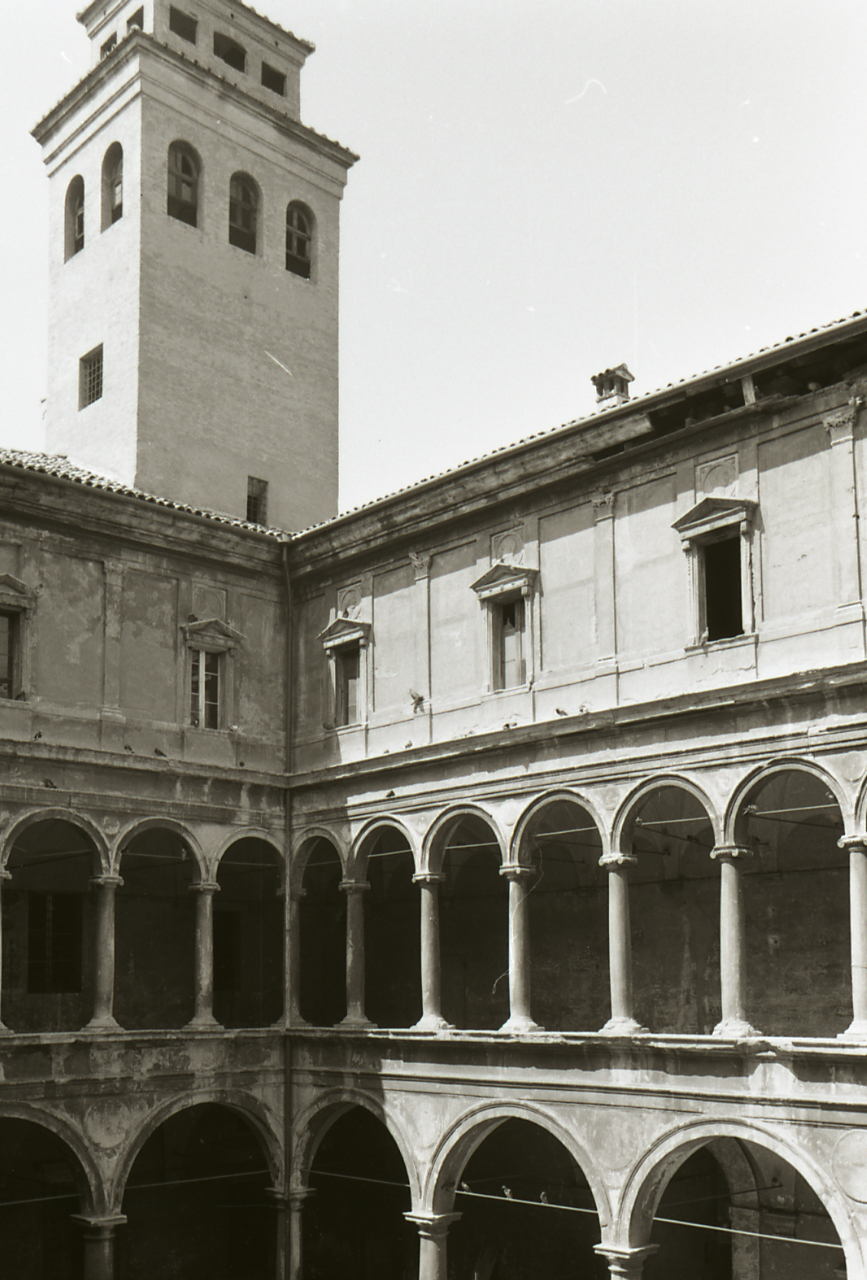
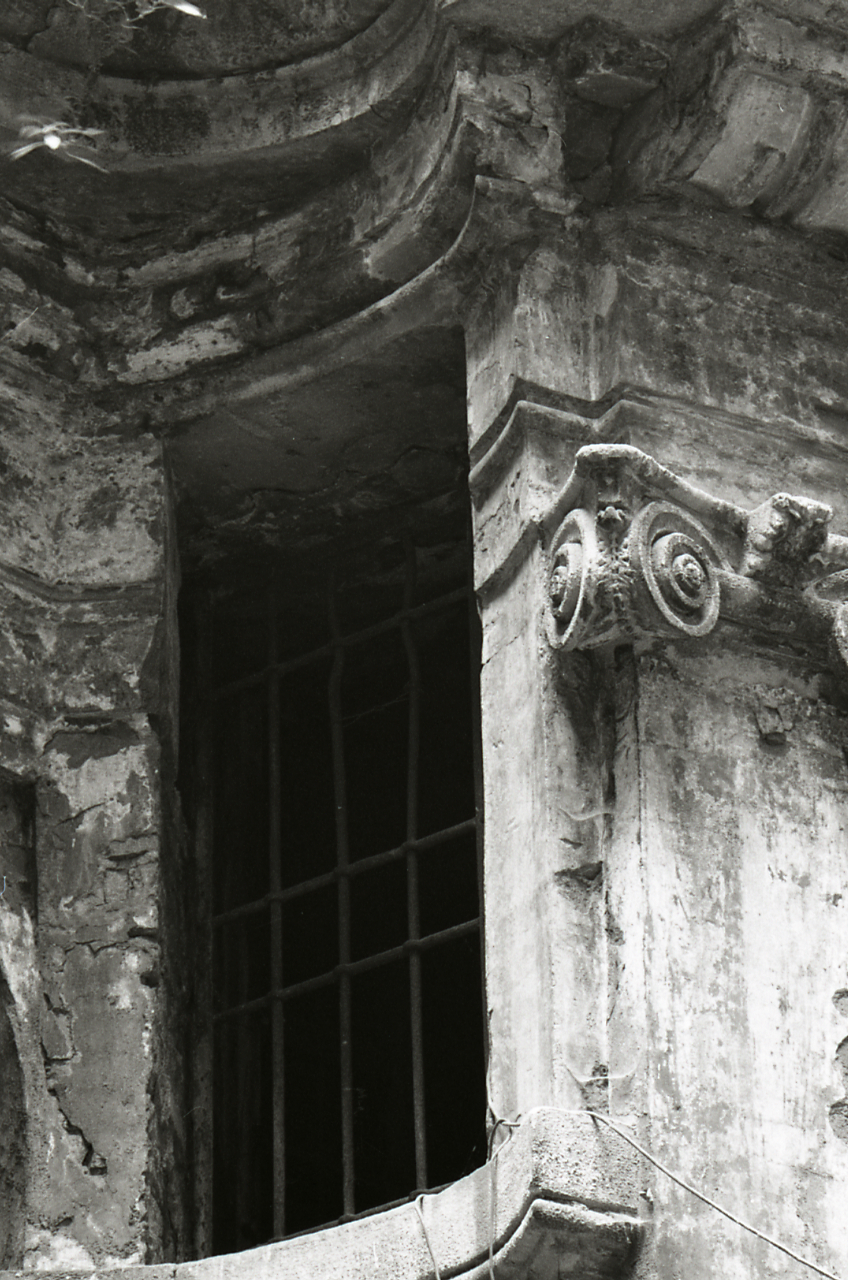
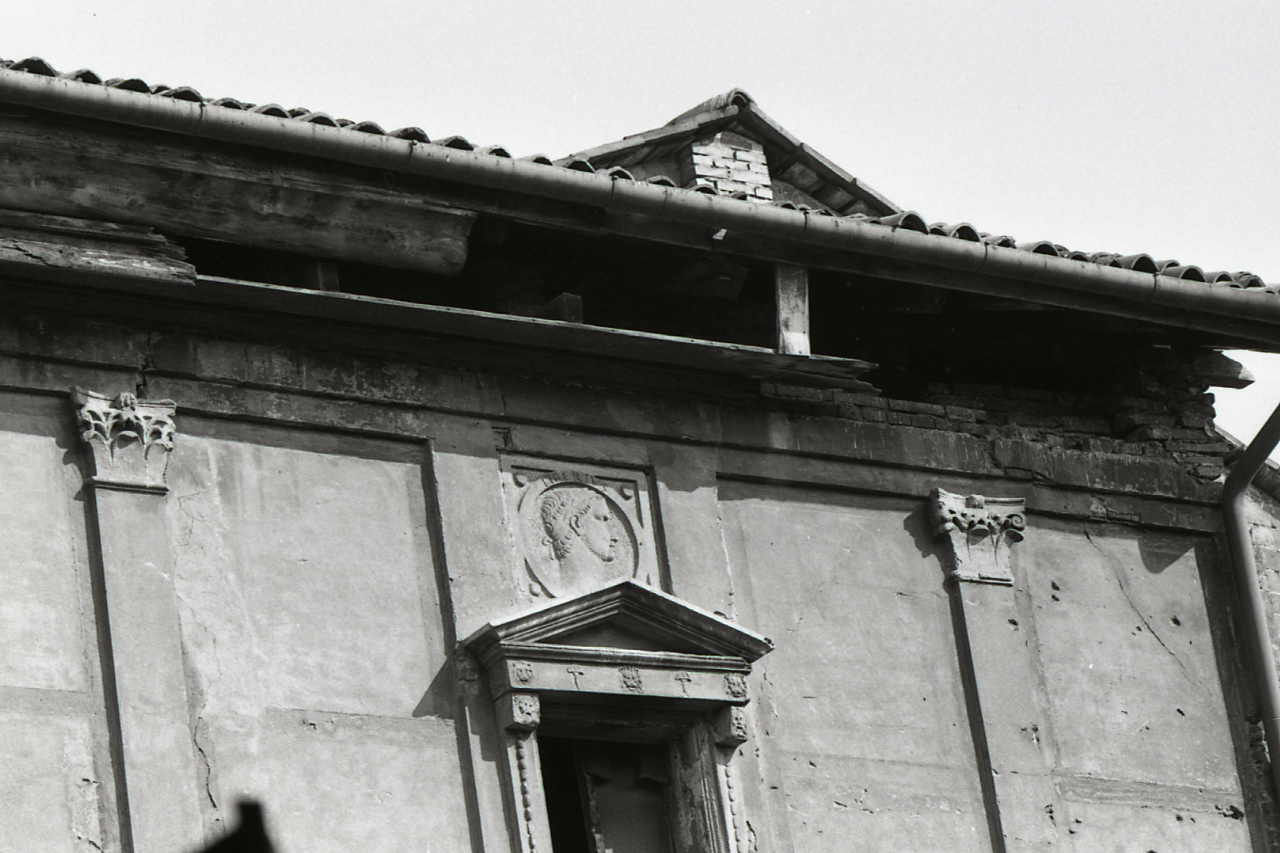
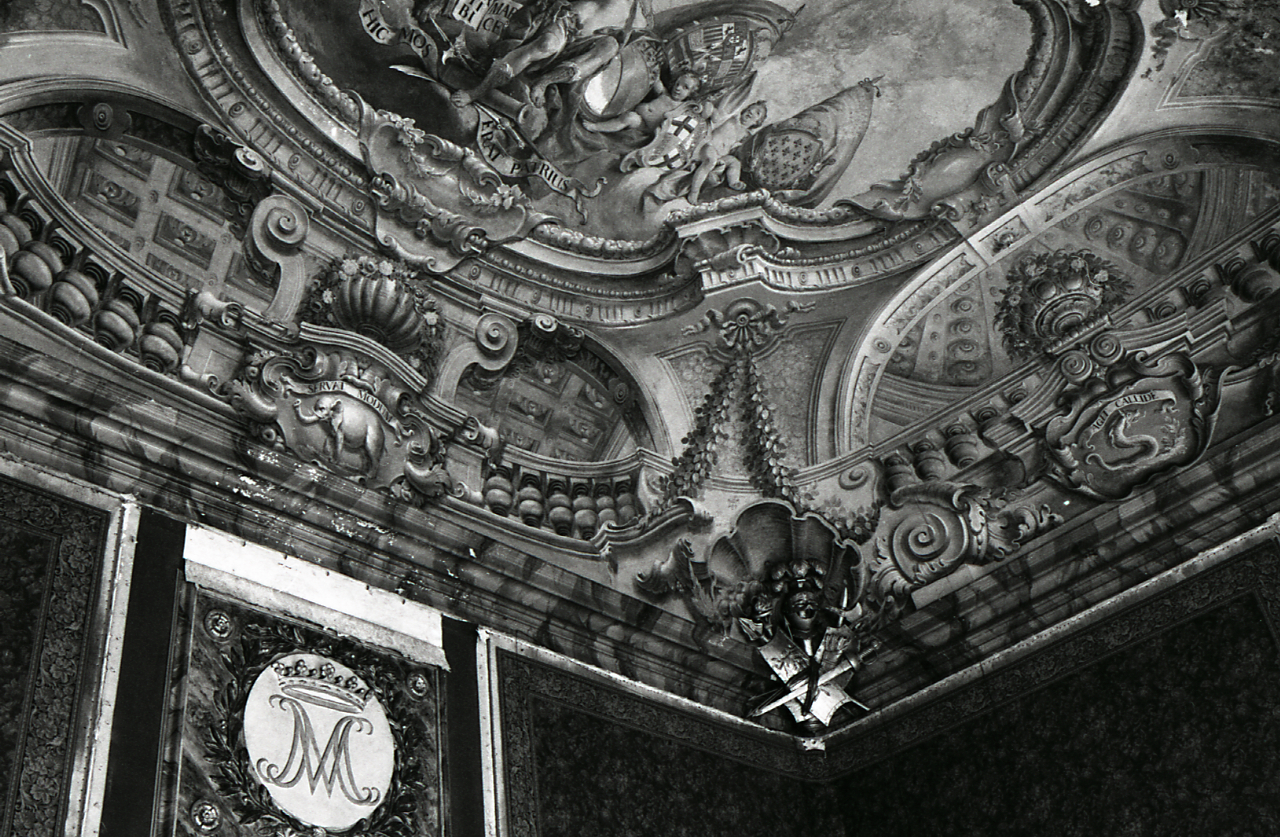